# Kay... isn't me. Live 2019
《FILA Presents: kay... isn't me. an urban fantasy live 2019演唱會》，是香港女歌手謝安琪第四次舉辦的紅館個人演唱會，於2019年10月9日至12日在香港體育館舉行，合共4場。這次演唱會亦是她加盟幻國文化娛樂後的首次紅館演唱會，並於7月宣佈詳情。演唱會的主題為「kay...isn't me」，命題為「被誤解」，以舞台劇形式呈現「不一樣的謝安琪」。而這次演唱會一反傳統，謝安琪並沒有在台上說話、握手、請嘉賓、舞蹈員及Encore，並完全飾演角色「浦銘心」，而台上的各種佈置及設定，花費超過2,000萬。而歌迷亦沒有使用螢光棒、吹氣棒等，不過觀眾卻不斷高喊「光復香港，時代革命」。此外，由於演唱會正值反送中事件發生，這次演唱會可幸能趕及在取消潮之前舉辦成功。

## 歌單
悲
1. 畸 (原唱: 麥浚龍)
2. 囍帖街
3. 鍾無艷

歡
1. 人妻的偽術
2. 一個女人和浴室
3. 沐春風
4. 賴床 / 初開 (原唱: 麥浚龍)
5. 藝妓回憶錄 / 呻吟 (原唱: 麥浚龍)

離
1. 成魔之路  (原唱: 麥浚龍) / 亥時出世 (原唱: 麥浚龍/草蜢) / 惡搞之物 (原唱: 麥浚龍)
2. 雌雄同體 (原唱: 麥浚龍)

合
1. When I Fall in Love (原唱: Nat King Cole)
2. 我們的基因
3. 一
4. You're in Love (鋼琴演奏)

之
1. 我在陽台上看你
2. 其實寂寞
3. 偷情的禮儀
4. (一個男人) 一個女人和浴室 (合唱: 古天樂)

後
1. 你們的幸福
2. 獨家村
3. 年度之歌
4. 彳亍 (原唱: 麥浚龍)

Encore
1. 773312 (演唱會主題曲)
2. 羅生門  (合唱: 麥浚龍) (只限第四場)

## 迴響
觀眾對這次演唱會的評價非常兩極化，支持者認為表演方式有很大突破，呈現了與過往截然不同的謝安琪，而歌衫及佈置都非常用心，認為演唱會在安排上非常花心思。反對者則認為歌單嚴重缺乏自己的歌曲，而過多麥浚龍的冷門歌曲，觀眾並不認識也缺乏共鳴感。而表演風格上則過度藝術化，缺乏流行曲的感覺，與預期有很大落差。而且，由於會場並沒有安排字幕，大部份對麥浚龍歌曲不認識的聽眾對這些歌曲一頭霧水，而且過場及部份歌曲偏悶，觀眾對「浦銘心」的角色也感到厭倦，因此也對她想帶出的故事不太感興趣和投入，更有人認為這是「麥浚龍作品展」，更要求她將Juno的歌曲減少，以縮短距離感。總括而言，這次演唱會的評價非常一般，但對謝安琪的演出感到滿意。